# 谢德新
谢德新（1955年8月—），中华人民共和国政治人物、作家，籍贯安徽省霍邱县，中共党员。

## 生平
1969年1月参加工作。1969年1月至1979年9月，在霍邱县大顾店公社插队知青、团委副书记。1979年9月至1983年7月，在安徽师范大学中文系学习。1984年1月，任霍邱县团县委副书记。1985年5月调至团中央工作，历任团中央青农部主任科员，林枚处、农业处副处长，农业处处长，青农部副部长。1998年4月，任池州行署副专员、党组成员。1999年12月，任中共池州地委副书记。2000年3月，任中共池州地委副书记兼党校校长。2000年12月，任中共池州市委副书记兼党校校长。2003年4月，任中共池州市委副书记，池州市人民政府副市长、代市长。2003年8月，任池州市人民政府市长。2006年2月，调任安徽省人民政府副秘书长。2007年3月，任中共中央财经领导小组办公室农村二组副组长。

## 作品
著有长篇小说《有个农民叫秦二世》，短篇小说集《山南人境》，诗集《有感李自成的传说》、《古驿道•咏叹调》、《送你时间》，散文集《大地情书》，旧体诗集《红楼人物癸巳诗》，散曲集《水浒人物甲午曲》，词与随笔集《横看三国：词话三国人物》，史论随笔集《两晋脉望》。